# جويل لونا زاراتي
جويل لونا زاراتي (بالإسبانية: Joel Luna Zárate)‏ مواليد 12 نوفمبر 1965 في مدينة مكسيكو، هو ملاكم محترف مكسيكي معتزل كان يصنف ضمن فئة وزن الريشة.

## إحصائيات
خاض خلال مسيرته 40 نزالا، فاز في 34 وتعادل في 2 وخسر في 4. فاز بالضربة القاضية في 27 نزالا.

## روابط خارجية
- جويل لونا زاراتي على موقع بوكس ريك (الإنجليزية) (registration required)